# Molino dei Torti
Molino dei Torti – miejscowość i gmina we Włoszech, w regionie Piemont, w prowincji Alessandria.
Według danych na styczeń 2010 gminę zamieszkiwało 701 osób przy gęstości zaludnienia 255,8 os./1 km².